# Clonbeith Castle

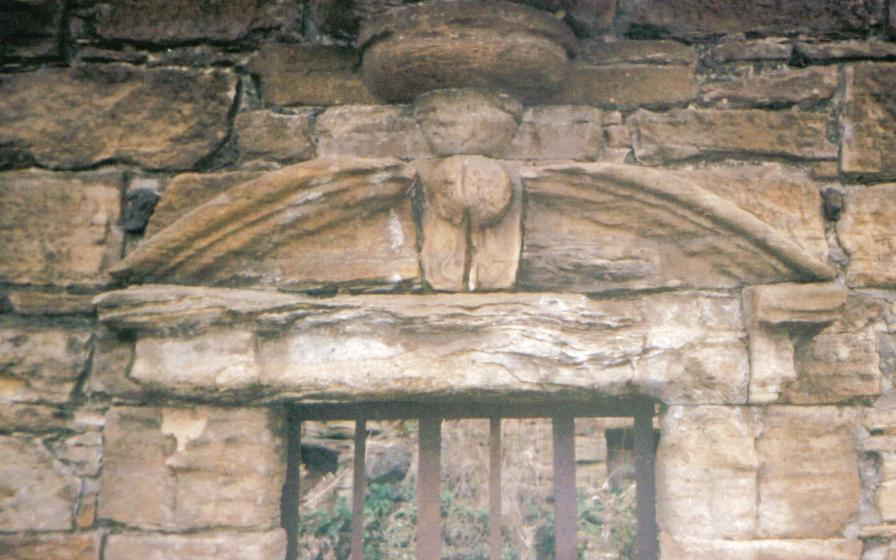
Haupteingang von Clonbeith Castle mit Werkstein und unbehauenem Stein.

Clonbeith Castle liegt im alten Gerichtsbezirk Cunningham bei Auchentiber, an einer Seitenstraße der B778 in der schottischen Council Area North Ayrshire. Die Ruine ist als Scheduled Monument denkmalgeschützt.

## Das Landhaus
Clonbeith Castle ist die Ruine eines einfachen, rechteckigen Landhauses aus dem 17. Jahrhundert mit einer Grundfläche von 12,9 Metern × 6,9 Metern und etwa 15 Zentimeter dicken Mauern. Das Erdgeschoss hatte eine Gewölbedecke, der Eingang war in der Mitte und führte in einen Gang mit einer geraden Treppe, die nach rechts weg in die Halle im 1. Obergeschoss führte. Eine Wendeltreppe in einem quadratischen Treppenhaus führte zu den oberen Geschossen. Die Halle hatte Fenster auf drei Seiten und einen großen offenen Kamin auf der vierten Seite. Auf der gegenüberliegenden Seite lag ein kreisrunder Auslucht, der von einer Reihe von Konsolen gestützt wurde. Die Eingangstür im Renaissancestil trägt noch heute das Baujahr 1607. Das Haus wurde bis zum 18. Jahrhundert genutzt. Der Name „Clonbeith“ soll von den keltischen Wörtern Cluan (dt.: Weideland) und Beithe (dt.: Birke) abgeleitet sein.

## Die Herren von Clonbeith
Das von Pont in den 1690er-Jahren als Klonbyith bezeichnete Haus gehörte damals William Cunningham, einem Abkömmling dieser Nebenlinie der Cunninghames von Glencairn durch die von Aiket Castle. Seine Gattin hieß Agnes und verstarb 1612.
Die Aufzeichnungen über die Herdsteuer von 1691 zeigen, dass „Clonbeith House“ fünf Herdstellen hatte und 19 weitere Wohnhäuser damit verbunden waren. Alexander Cuningham soll einen Professor im Garten eines Colleges in Glasgow angegriffen haben und wurde gezwungen, sein Fehlverhalten vor einer Versammlung seiner Freunde offen zuzugeben.
Zusammen mit etwa dreißig anderen Teilnehmern erschoss John Cuningham 1586 Hugh, den 4. Earl of Eglinton, ein Gnadenschuss, wurde in einem Kamin im Hamilton Palace versteckt gefunden und von Robert, dem Bruder von Hugh, und seinen Unterstützern „in Stücke geschnitten“. Robert soll nach damaliger Auffassung den Tod seines Bruders „ehrenvoll vergolten“ haben, indem er John Cunningham in Hamilton tötete, vermutlich im Hamilton Palace.
James Cunningham aus Clonbeith und Danmuyle (1581) war der Vater von John Cunninghame aus Corsehill.
Robertson weist darauf hin, dass verschiedene Linien der Familie ihren Namen unterschiedlich schreiben: „Cunningham“ für Baidland und Clonbeith, „Cunninghame“ für Glencairn und Corsehill, „Cuninghame“ für Caddel und Monkredding und schließlich „Cuningham“ für Glengarnock. Die Cunninghams aus Clonbeith werden üblicherweise als von Clonbeith und Darnmyule bezeichnet, wobei Darmule näher an Kilwinning liegt.
Daniel Cunningham, dessen Gattin Mary Wallace war, verkaufte mit Einverständnis seines Sohnes William das Anwesen an James Scott, der 1633 Provost von Irvine war. 1691 verkaufte Walter Scott, der Bruder von James Scott, die Ländereien an Patrick Warner, Gesandter von Irvine.
William Cunninghams Gattin war Jean; 1717 gibt es einen Bezug zu einem George Cunningham aus Clonbeith.
1698 kaufte Hugh Cunningham aus Clonbeith das Anwesen Monkredding, das dann zum Sitz der Familie wurde.

## Die Lady von Clonbeith
Die „Leddy o'Clumbeith“ ist eine Geistergeschichte von Dr. Duguid aus den 1820er-Jahren. Eine Bedienstete eines Bauernhofes in Clonbeith war auf dem Weg zu einem Stelldichein in der Blair Tavern, als sie mit Pferd und Wagen in einen Bergwerksschacht fiel und starb. Andere behaupten, ihr Liebster hätte sie umgebracht und wäre dann nach ihr in den Schacht gesprungen. Ihr Geist sucht die Felder um Auchentiber heim.

## Die Lady im Torf

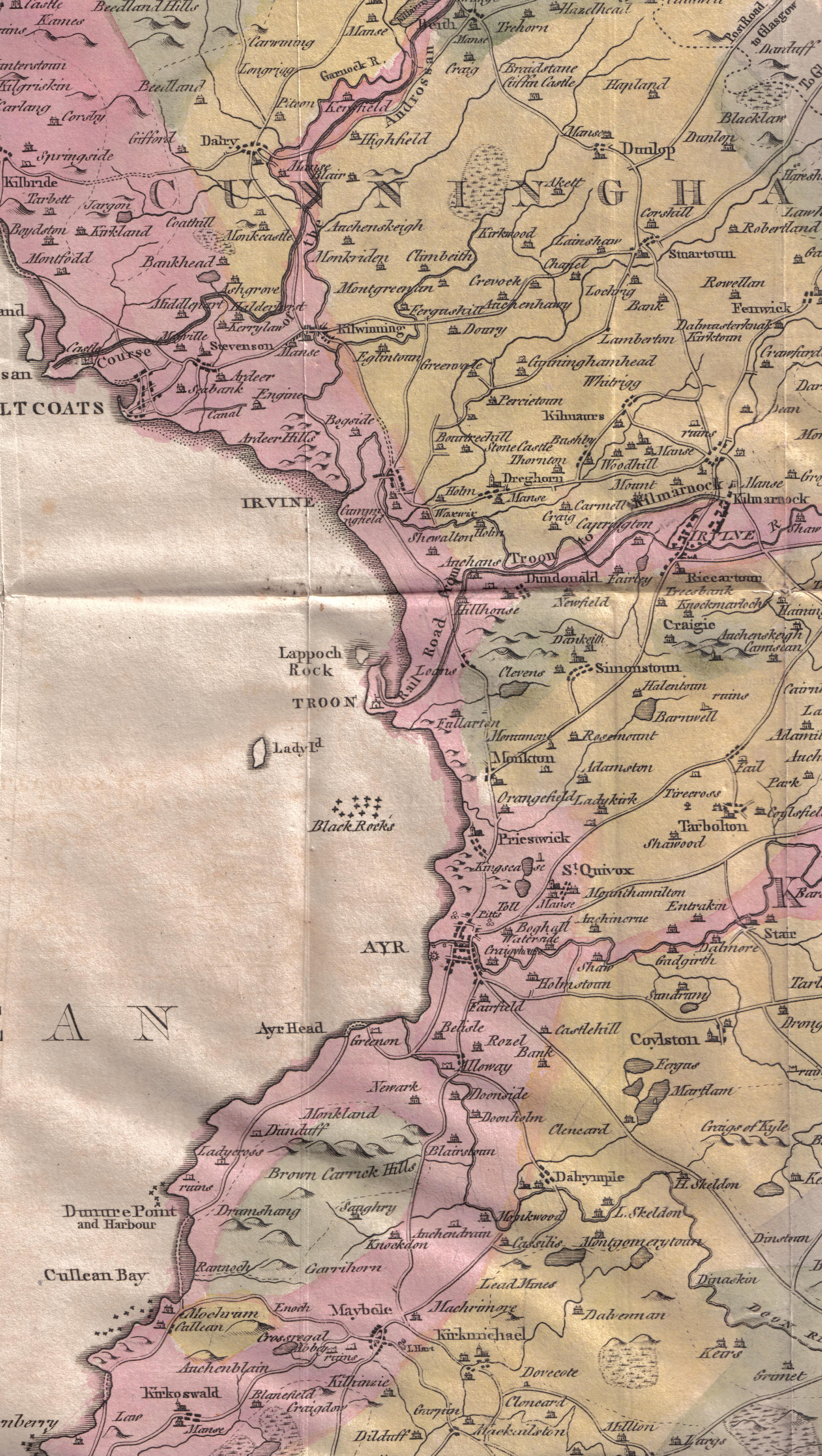
Karte von William Aiton von 1811 mit der Eintragung „Climbeith“.

Dr. Duguid berichtet in den 1840er-Jahren, dass er bei „Clumbeith“ (Clonbeith) auf dem Weg nach „Meg’swa’s“ Pate Glunch beim Torfstechen traf. Pate Glunch war normalerweise ein stiller, sturer Mann, aber dieses Mal war er sehr aufgeregt und brachte den Doktor zur Leiche einer „Bonnie Lady“, die seit Langem in einem Loch im Torf lag. Das Mädchen muss etwa 18–20 Jahre alt gewesen sein, hatte rosige Backen, blondes Haar und ein süßes Lächeln spielte um ihre Lippen. Ihre Identität blieb unbekannt, aber man sagte, dass sie mit der Familie von Montgreenan in Verbindung gestanden sein soll.

## Detailgeschichte
1691 kaufte Rev. Patrick Warner, der bereits das Anwesen Clonbeith gekauft hatte, auch Scotts Ländereien in Irvine, legte den größten Teil des Loch of Irvine oder Trindlemoss trocken, der später „Scott's Loch“ genannt wurde, nachdem er aus dem Exil in Holland zurückgekehrt war.
Der Cowlinn Burn mündet bei Montgreenan Castle (auch Bischofspalast genannt) in das Lugton Water. Eine Wohnstatt namens Cowlinn ist auf Thomsons Landkarte von 1820 vermerkt und eine Clonbeith Mill lag ganz in der Nähe.
Im 19. Jahrhundert gab es in der Nähe von Clonbeith Castle einen Kalksteinbruch und Arbeiterhäuser. Aus dem Steinbruch wurden die örtlichen Kalkbrennöfen versorgt.
Mr Baird Kirkland fand im 19. Jahrhundert ein schön geformtes, rundes und ovales Steinwerkzeug in Clonbeith oder Clonkeith.